# A todo tren. Destino Asturias
A todo tren. Destino Asturias és una pel·lícula espanyola còmica de 2021 dirigida per Santiago Segura. És una pel·lícula familiar que sorgeix de l'èxit a taquilla de Padre no hay más que uno (2019) i la seqüela Padre no hay más que uno 2 (2020).
És protagonitzada per Santiago Segura i Leo Harlem com el pare d'un dels nens i l'avi de dos dels altres, respectivament, encarregats per un grup de pares de portar els fills a un campament d'estiu. Completen el repartiment els nens Luna Fulgencio, Sirena Segura, Alan Miranda, Eneko Otero, Javier García i Veronica López. Entre els adults hi ha Diego Arroba («El Cejas»), Florentino Fernández, Joaquín Reyes i David Guapo.

## Sinopsi
Quan Ricardo (Santiago Segura) decideix portar el seu fill a un campament a Astúries en un tren nocturn, alguns pares proposen que sigui ell qui porti diversos dels seus fills. Tot i això, no compten que en l'últim minut l'acompanyi Felipe (Leo Harlem), avi de dos dels nens, un tipus extravagant i irresponsable. Quan el tren arrenca sense Ricardo ni Felipe, però amb els nens sols a dins, començarà una absurda persecució per arribar al tren, i un esbojarrat viatge per part dels nens on faran totes les entremaliadures que no s'atrevien a fer davant dels grans i seran assetjats per un revisor molt rondinaire.

## Repartiment
- Santiago Segura com a Ricardo.
- Leo Harlem com a Felipe.
- Diego Arroba com a Unai.
- David Guapo com a Arturo.
- Eva Isanta com a Raquel.
- Paz Padilla com a Susana.
- Cristina Pedroche com a passatgera del tren.
- Goizalde Nuñez com a senyora de l'estació.
- Martita de Graná com a mare d'en Fernandito.
- Cristina Ramos com a mare de la Cris.
- Mago More com a pare de la Cris.
- Alberto Casado com a cambrer del tren.
- Paco Collado com a revisor del tren.
- Jorge Sanz com a passatger del tren.
- Daniela Blume com a passatgera del tren.
- Sara Sálamo com a noia hippie.
- Wilbur com a noi hippie.
- Roberto Freire com a treballador de gasolinera.
- Marta González de Vega com a guàrdia civil.
- Javier Losán com a guàrdia civil.
- Itziar Castro com a granjera asturiana.
- Eduardo Antuña com a Manolo, granjer asturià.
- Luis Carlos "Bigotes" com a ajudant de direcció.
- Álvaro Tortosa "Dientes" com a ajudant de producción.

### Infants
- Alan Miranda com a Marcos.
- Eneko Otero com a Nacho.
- Luna Fulgencio com a Lara.
- Javier García com a Fernandito.
- Sirena Segura Amaro com a Diana.
- Verónica López com a Cris.

## Estrena
La pel·lícula es va estrenar el 8 de juliol de 2021 a 359 cinemes.
Va ser llançada en DVD i Blu-ray el 12 de novembre de 2021.

## Producció

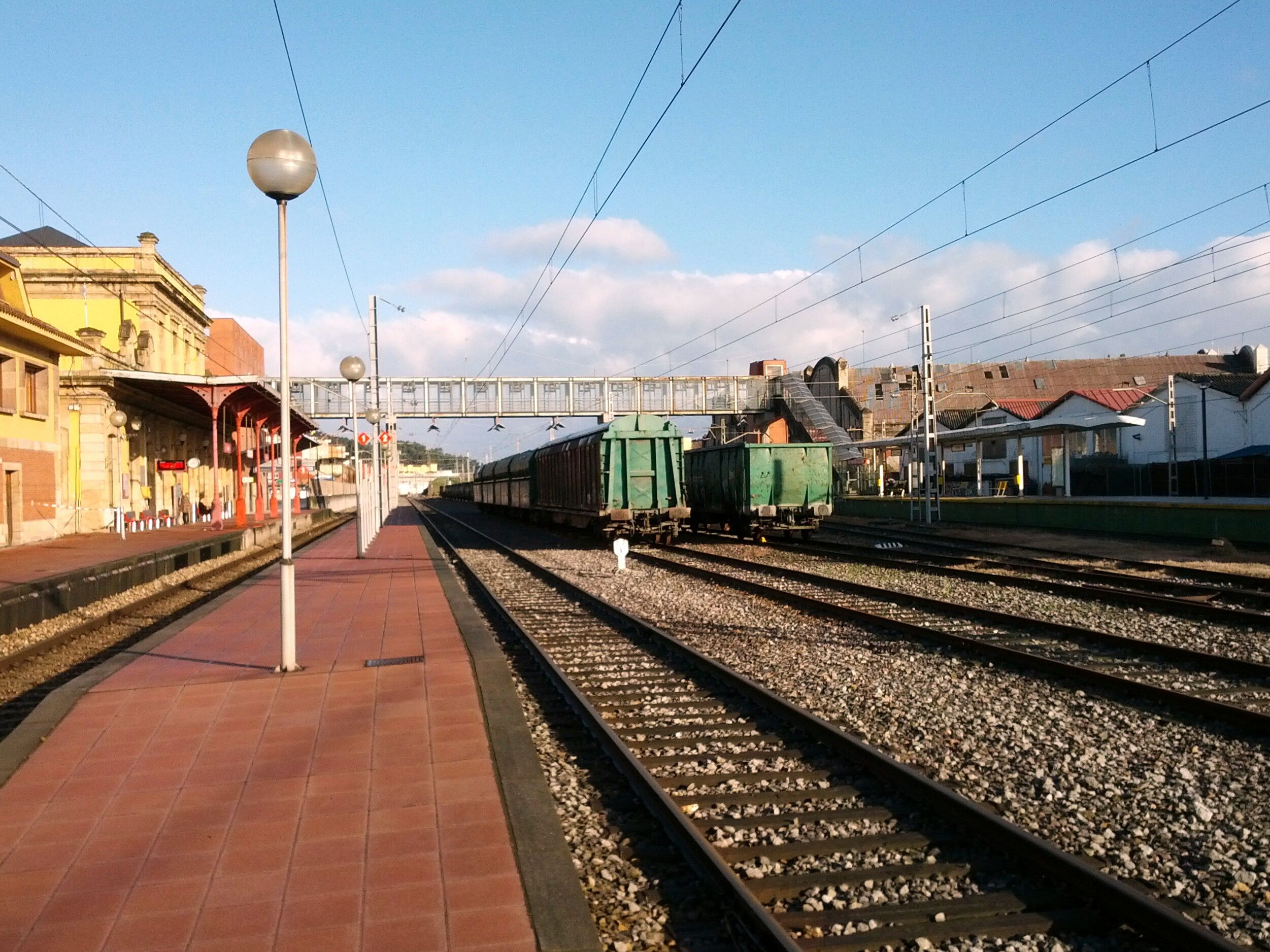
L'estació d'Avilés va ser un dels llocs de rodatge de la pel·lícula.

La pel·lícula va començar el rodatge el 25 de gener de 2021 durant les comunitats autònomes de Madrid, Castella-la Manxa i al Principat d'Astúries. Va anunciar estrena per al 9 de juliol, però es va canviar al 8 de juliol.

### Recaptació
A todo tren. Destino Asturias va aconseguir 205.000 € dijous i 1,1 milions durant el cap de setmana, per a un total de 1,3 milions. A quatre setmanes de la seva estrena a les sales espanyoles, portava acumulada una recaptació de 5.267.000 €, i es va convertir en la pel·lícula espanyola més taquillera de l'any.

## Seqüela
La seqüela A todo tren 2. Sí, les ha pasado otra vez es va estrenar el 2 de desembre del 2022. Va ser dirigida per Inés de León, que recollir el testimoni a Santiago Segura, i va comptar amb gairebé el mateix repartiment principal.